# Prato fiorito (Pellizza da Volpedo)
Prato fiorito è un dipinto a olio su tela realizzato nel 1900-1903 dal pittore italiano Giuseppe Pellizza da Volpedo.

## Descrizione
L'opera fa parte del ciclo degli "Idilli", ossia quadri che hanno come tema principale il sentimento dell'amore durante l'esistenza umana, infatti nel dipinto è rappresentata l'armonia che c'è tra l'uomo e gli elementi naturali.